# Diskografija Wiza Khalife
Diskografija američkog repera Wiza Khalife, sastoji se od dva studijska albuma, dva nezavisna albuma, jednog zajedničkog albuma, deset miksanih albuma, svojih pet i jednog zajedničkog singla, 26 spotova, te mnogo dueta i suradnji s drugim glazbenicima. Wiz Khalifa objavljuje svoju glazbu preko diskografskih kuća Atlantic Records, Rostrum Records, te svoje diskografske kuće Taylor Gang Records. Prije Atlantic Recordsa imao je potpisan ugovor s diskografskom kućom Warner Bros. Records.
Wiz Khalifa je svoju glazbenu karijeru započeo 2005. godine kada je objavio svoj prvi miksani album Prince of the City: Welcome to Pistolvania. Odmah sljedeće godine objavio je i prvi nezavisni album Show and Prove. Nakon tog albuma, 2007. godine uslijedila su dva miksana albuma; Grow Season i Prince of the City 2. Godina 2008. bila je uspješna za Khalifu jer je objavio svoj prvi promotivni singl "Say Yeah" i miksani album Star Power. Sljedeće godine objavio je tri miksana albuma Flight School, How Fly i Burn After Rolling, te je osnovao diskografsku kuću Taylor Gang Records. Krajem iste godine objavio je drugi nezavisni album Deal or No Deal. Godine 2010. godine objavio je miksani album Kush & Orange Juice koji je postao najtraženija tema na Googleu. U rujnu je objavio prvi samostalni singl "Black and Yellow" koji je na top ljestvici Billboard Hot 100 debitirao na poziciji broj jedan. Početkom 2011. godine objavio je Cabin Fever nakon kojeg je uslijedio prvi studijski album Rolling Papers koji je dosegao drugo mjesto na top ljestvici Billboard 200. Na albumu su se našla još tri hit singla. Nakon velike turneje, krajem godine objavio je album Mac & Devin Go to High School u suradnji sa Snoop Doggom. Album sadrži uspješni singl "Young, Wild & Free". U ožujku 2012. godine objavio je deseti miksani album Taylor Allderdice. U travnju je objavio singl "Work Hard, Play Hard".

## Albumi

### Studijski albumi
| Naziv                                                                                      | Detalji o albumu                                                                                        | Završne pozicije na top ljestvicama | Završne pozicije na top ljestvicama | Završne pozicije na top ljestvicama | Završne pozicije na top ljestvicama | Završne pozicije na top ljestvicama | Završne pozicije na top ljestvicama | Završne pozicije na top ljestvicama | Završne pozicije na top ljestvicama | Završne pozicije na top ljestvicama | Završne pozicije na top ljestvicama | Certifikacije               | Prodaja                      |
| Naziv                                                                                      | Detalji o albumu                                                                                        | SAD                                 | SAD R&B                             | SAD Rap                             | AUS                                 | KAN                                 | FRA                                 | NIZ                                 | NOR                                 | ŠVI                                 | UK                                  | Certifikacije               | Prodaja                      |
| ------------------------------------------------------------------------------------------ | --- | ----------------------------------- | ----------------------------------- | ----------------------------------- | ----------------------------------- | ----------------------------------- | ----------------------------------- | ----------------------------------- | ----------------------------------- | ----------------------------------- | ----------------------------------- | --------------------------- | ---------------------------- |
| Rolling Papers                                                                             | - Objavljeno: 29. ožujka 2011. - Diskografska kuća: Atlantic, Rostrum - Formati: CD, digitalni download | 2                                   | 1                                   | 1                                   | 69                                  | 6                                   | 60                                  | 49                                  | 35                                  | 68                                  | 47                                  | - SAD: zlatna - KAN: zlatna | - SAD: 780.000 - KAN: 40.000 |
| O.N.I.F.C.                                                                                 | - Objavljeno: 18. rujna 2012. - Diskografska kuća: Atlantic, Rostrum - Formati: CD, digitalni download  | —                                   | —                                   | —                                   | —                                   | —                                   | —                                   | —                                   | —                                   | —                                   | —                                   |                             |                              |
| "—" znači da album nije objavljen u tom području ili da nije dospio na glazbenu ljestvicu. | |                                     |                                     |                                     |                                     |                                     |                                     |                                     |                                     |                                     |                                     |                             |                              |

### Zajednički albumi
| Mac & Devin Go to High School (with Snoop Dogg)                                            | - Objavljeno: 13. prosinca 2011. - Diskografska kuća: Atlantic, Rostrum, Doggy Style - Formati: CD, digitalni download | 29 | 6 | 3 | 96 | - SAD: 118.500 |
| "—" znači da album nije objavljen u tom području ili da nije dospio na glazbenu ljestvicu. | |    |   |   |    |                |

### Nezavisni albumi
| Naziv                                                                                      | Detalji o albumu                                                                                             | Završne pozicije na top ljestvicama | Završne pozicije na top ljestvicama | Završne pozicije na top ljestvicama | Završne pozicije na top ljestvicama | Prodaja       |
| Naziv                                                                                      | Detalji o albumu                                                                                             | SAD R&B                             | SAD Rap                             | SAD Ind                             | SAD Heat                            | Prodaja       |
| ------------------------------------------------------------------------------------------ | --- | ----------------------------------- | ----------------------------------- | ----------------------------------- | ----------------------------------- | ------------- |
| Show and Prove                                                                             | - Objavljeno: 5. rujna 2006. - Diskografska kuća: Rostrum - Formati: CD, digitalni download                  | —                                   | —                                   | —                                   | —                                   | - SAD: 10.000 |
| Deal or No Deal                                                                            | - Objavljeno: 24. studenog 2009. - Diskografska kuća: Rostrum, Taylor Gang - Formati: CD, digitalni download | 25                                  | 10                                  | 13                                  | 2                                   | - SAD: 55.000 |
| "—" znači da album nije objavljen u tom području ili da nije dospio na glazbenu ljestvicu. | |                                     |                                     |                                     |                                     |               |

### Miksani albumi
| Naziv                                      | Detalji o albumu                                                                                        |
| ------------------------------------------ | --- |
| Prince of the City: Welcome to Pistolvania | - Objavljeno: 12. svibnja 2005. - Diskografska kuća: Rostrum - Formati: digitalni download              |
| Grow Season                                | - Objavljeno: 4. srpnja 2007. - Diskografska kuća: Rostrum - Formati: digitalni download                |
| Prince of the City 2                       | - Objavljeno: 20. studenog 2007. - Diskografska kuća: Rostrum - Formati: digitalni download             |
| Star Power                                 | - Objavljeno: 17. rujna 2008. - Diskografska kuća: Rostrum - Formati: digitalni download                |
| Flight School                              | - Objavljeno: 17. travnja 2009. - Diskografska kuća: Rostrum, Taylor Gang - Formati: digitalni download |
| How Fly (with Currensy)                    | - Objavljeno: 9. kolovoza 2009. - Diskografska kuća: Rostrum, Taylor Gang - Formati: digitalni download |
| Burn After Rolling                         | - Objavljeno: 2. studenog 2009. - Diskografska kuća: Rostrum, Taylor Gang - Formati: digitalni download |
| Kush & Orange Juice                        | - Objavljeno: 14. travnja 2010. - Diskografska kuća: Rostrum, Taylor Gang - Formati: digitalni download |
| Cabin Fever                                | - Objavljeno: 17. veljače 2011. - Diskografska kuća: Rostrum, Taylor Gang - Formati: digitalni download |
| Taylor Allderdice                          | - Objavljeno: 13. ožujka 2012. - Diskografska kuća: Rostrum, Taylor Gang - Formati: digitalni download  |
| Live In Concert (with Currensy)            | - Objavljeno: 9. kolovoza 2012. - Diskografska kuća: Rostrum, Taylor Gang - Formati: digitalni download |

## Singlovi

### Kao vodeći izvođač
| Naziv                                                                                      | Godina | Završne pozicije na top ljestvicama | Završne pozicije na top ljestvicama | Završne pozicije na top ljestvicama | Završne pozicije na top ljestvicama | Završne pozicije na top ljestvicama | Završne pozicije na top ljestvicama | Završne pozicije na top ljestvicama | Završne pozicije na top ljestvicama | Završne pozicije na top ljestvicama | Završne pozicije na top ljestvicama | Certifikacije                                                            | Album          |
| Naziv                                                                                      | Godina | SAD                                 | SAD R&B                             | SAD Rap                             | AUS                                 | KAN                                 | NJE                                 | IRS                                 | NZ                                  | ŠVI                                 | UK                                  | Certifikacije                                                            | Album          |
| ------------------------------------------------------------------------------------------ | ------ | ----------------------------------- | ----------------------------------- | ----------------------------------- | ----------------------------------- | ----------------------------------- | ----------------------------------- | ----------------------------------- | ----------------------------------- | ----------------------------------- | ----------------------------------- | ------------------------------------------------------------------------ | -------------- |
| "Black and Yellow"                                                                         | 2010.  | 1                                   | 6                                   | 1                                   | 24                                  | 7                                   | 31                                  | 14                                  | 21                                  | 44                                  | 5                                   | - SAD: 3× platinasta - AUS: platinasta - KAN: 2× platinasta - NZ: zlatna | Rolling Papers |
| "Roll Up"                                                                                  | 2011.  | 13                                  | 7                                   | 2                                   | 72                                  | 56                                  | —                                   | 49                                  | —                                   | —                                   | 42                                  | - SAD: platinasta - KAN: zlatna                                          | Rolling Papers |
| "On My Level" (featuring Too Short)                                                        | 2011.  | 52                                  | 16                                  | 10                                  | —                                   | 96                                  | —                                   | —                                   | —                                   | —                                   | —                                   | - SAD: zlatna                                                            | Rolling Papers |
| "No Sleep"                                                                                 | 2011.  | 6                                   | —                                   | 23                                  | —                                   | 64                                  | —                                   | —                                   | —                                   | —                                   | —                                   | - SAD: platinasta - KAN: zlatna                                          | Rolling Papers |
| "Work Hard, Play Hard"                                                                     | 2012.  | 17                                  | 13                                  | 3                                   | —                                   | 40                                  | 76                                  | —                                   | —                                   | —                                   | —                                   | - SAD: zlatna                                                            | O.N.I.F.C.     |
| "—" znači da singl nije objavljen u tom području ili da nije dospio na glazbenu ljestvicu. |        |                                     |                                     |                                     |                                     |                                     |                                     |                                     |                                     |                                     |                                     |                                                                          |                |

### Zajednički singlovi
| Naziv                                                                                      | Godina | Završne pozicije na top ljestvicama | Završne pozicije na top ljestvicama | Završne pozicije na top ljestvicama | Završne pozicije na top ljestvicama | Završne pozicije na top ljestvicama | Završne pozicije na top ljestvicama | Završne pozicije na top ljestvicama | Završne pozicije na top ljestvicama | Završne pozicije na top ljestvicama | Završne pozicije na top ljestvicama | Certifikacije | Album                         |
| Naziv                                                                                      | Godina | SAD                                 | SAD R&B                             | SAD Rap                             | AUS                                 | KAN                                 | NJE                                 | IRS                                 | NZ                                  | ŠVI                                 | UK                                  | Certifikacije | Album                         |
| ------------------------------------------------------------------------------------------ | ------ | ----------------------------------- | ----------------------------------- | ----------------------------------- | ----------------------------------- | ----------------------------------- | ----------------------------------- | ----------------------------------- | ----------------------------------- | ----------------------------------- | ----------------------------------- | --- | ----------------------------- |
| "Young, Wild & Free" (with Snoop Dogg featuring Bruno Mars)                                | 2011.  | 7                                   | 56                                  | 4                                   | 4                                   | 13                                  | 15                                  | 33                                  | 2                                   | 6                                   | 44                                  | - SAD: 3× platinasta - AUS: 3× platinasta - KAN: 2× platinasta - NZ: zlatna - NJE: zlatna - DAN: platinasta - ŠVI: zlatna | Mac & Devin Go to High School |
| "—" znači da singl nije objavljen u tom području ili da nije dospio na glazbenu ljestvicu. |        |                                     |                                     |                                     |                                     |                                     |                                     |                                     |                                     |                                     |                                     | |                               |

### Kao gostujući izvođač
| Naziv                                                                                        | Godina | Završne pozicije na top ljestvicama | Završne pozicije na top ljestvicama | Završne pozicije na top ljestvicama | Završne pozicije na top ljestvicama | Završne pozicije na top ljestvicama | Završne pozicije na top ljestvicama | Završne pozicije na top ljestvicama | Završne pozicije na top ljestvicama | Završne pozicije na top ljestvicama | Završne pozicije na top ljestvicama | Certifikacije                                                      | Album                 |
| Naziv                                                                                        | Godina | SAD                                 | SAD R&B                             | SAD Rap                             | AUS                                 | KAN                                 | NJE                                 | IRS                                 | NZ                                  | ŠVI                                 | UK                                  | Certifikacije                                                      | Album                 |
| -------------------------------------------------------------------------------------------- | ------ | ----------------------------------- | ----------------------------------- | ----------------------------------- | ----------------------------------- | ----------------------------------- | ----------------------------------- | ----------------------------------- | ----------------------------------- | ----------------------------------- | ----------------------------------- | ------------------------------------------------------------------ | --------------------- |
| "Double Vision" (3OH!3 featuring Wiz Khalifa)                                                | 2010.  | 87                                  | —                                   | —                                   | 42                                  | 49                                  | —                                   | —                                   | —                                   | —                                   | 133                                 |                                                                    | Streets of Gold       |
| "Bright Lights Bigger City" (Cee Lo Green featuring Wiz Khalifa)                             | 2011.  | 102                                 | —                                   | —                                   | —                                   | 83                                  | 54                                  | 36                                  | 9                                   | —                                   | 13                                  |                                                                    | The Lady Killer       |
| "Best Night of My Life" (Jamie Foxx featuring Wiz Khalifa)                                   | 2011.  | 108                                 | 12                                  | —                                   | —                                   | —                                   | —                                   | —                                   | —                                   | —                                   | —                                   |                                                                    | Best Night of My Life |
| "Till I'm Gone" (Tinie Tempah featuring Wiz Khalifa)                                         | 2011.  | 90                                  | 49                                  | 22                                  | —                                   | —                                   | —                                   | 32                                  | —                                   | 69                                  | 24                                  |                                                                    | Disc-Overy            |
| "Oh My" (DJ Drama featuring Fabolous, Roscoe Dash & Wiz Khalifa)                             | 2011.  | 95                                  | 18                                  | 12                                  | —                                   | —                                   | —                                   | —                                   | —                                   | —                                   | —                                   |                                                                    | Third Power           |
| "5 O'Clock" (T-Pain featuring Lily Allen & Wiz Khalifa)                                      | 2011.  | 10                                  | 9                                   | —                                   | 29                                  | 15                                  | 91                                  | —                                   | 27                                  | 47                                  | 6                                   | - AUS: zlatna - KAN: platinasta                                    | Revolver              |
| "Gettin' Paid" (Trae featuring Wiz Khalifa)                                                  | 2011.  | —                                   | —                                   | —                                   | —                                   | —                                   | —                                   | —                                   | —                                   | —                                   | —                                   |                                                                    | Street King           |
| "I'm On" (Trae featuring MDMA, Lupe Fiasco, Wale, Big Boi & Wiz Khalifa)                     | 2011.  | —                                   | —                                   | —                                   | —                                   | —                                   | —                                   | —                                   | —                                   | —                                   | —                                   |                                                                    | Street King           |
| "Sleazy Remix 2.0: Get Sleazier" (Kesha featuring Lil Wayne, T.I., André 3000 & Wiz Khalifa) | 2011.  | 37                                  | —                                   | —                                   | —                                   | 74                                  | —                                   | —                                   | —                                   | —                                   | —                                   |                                                                    | Cannibal              |
| "Till I Die" (Chris Brown featuring Big Sean & Wiz Khalifa)                                  | 2012.  | 106                                 | 14                                  | 17                                  | —                                   | —                                   | —                                   | —                                   | —                                   | —                                   | —                                   |                                                                    | Fortune               |
| "Payphone" (Maroon 5 featuring Wiz Khalifa)                                                  | 2012.  | 2                                   | —                                   | —                                   | 2                                   | 1                                   | 4                                   | 3                                   | 2                                   | 4                                   | 1                                   | - SAD: platinasta - AUS: platinasta - NZ: platinasta - ITA: zlatna | Overexposed           |
| "—" znači da singl nije objavljen u tom području ili da nije dospio na glazbenu ljestvicu.   |        |                                     |                                     |                                     |                                     |                                     |                                     |                                     |                                     |                                     |                                     |                                                                    |                       |

### Promotivni singlovi
| "All In My Blood (Pittsburgh Sound)"                                                       | 2007. | —   | —   | —  | Show and Prove                |
| "Youngin On His Grind"                                                                     | 2007. | —   | —   | —  | Singl nije s albuma           |
| "Say Yeah"                                                                                 | 2008. | 119 | 112 | 20 | Singl nije s albuma           |
| "Make It Hot"                                                                              | 2008. | —   | —   | —  | Singl nije s albuma           |
| "Ink My Whole Body"                                                                        | 2009. | —   | —   | —  | Star Power                    |
| "Get Sum"                                                                                  | 2009. | —   | —   | —  | Flight School                 |
| "Mezmorized"                                                                               | 2010. | —   | —   | —  | Kush & Orange Juice           |
| "The Race"                                                                                 | 2011. | 66  | —   | —  | Rolling Papers                |
| "Taylor Gang" (featuring Chevy Woods)                                                      | 2011. | 122 | —   | —  | Rolling Papers                |
| "Smokin' On" (with Snoop Dogg featuring Juicy J)                                           | 2012. | 117 | —   | —  | Mac & Devin Go to High School |
| "—" znači da singl nije objavljen u tom području ili da nije dospio na glazbenu ljestvicu. |       |     |     |    |                               |

### Ostale pjesme s top ljestvica
| "When I'm Gone"                                                                            | 2011. | 57  | —   | 88 | Rolling Papers  |
| "Fly Solo"                                                                                 | 2011. | 124 | —   | —  | Rolling Papers  |
| "Yoko" (Berner featuring Big K.R.I.T. & Wiz Khalifa)                                       | 2011. | —   | 103 | —  | The White Album |
| "High" (Big Sean featuring Chiddy Bang & Wiz Khalifa)                                      | 2011. | 98  | —   | —  | Finally Famous  |
| "—" znači da singl nije objavljen u tom području ili da nije dospio na glazbenu ljestvicu. |       |     |     |    |                 |

## Videospotovi

### Samostalni videospotovi
| Naziv                                                           | Godina | Redatelj       |
| --------------------------------------------------------------- | ------ | -------------- |
| "All In My Blood (Pittsburgh Sound)"                            | 2007.  | Adam Buncher   |
| "Youngin On His Grind"                                          | 2007.  | Bunch Luv      |
| "Say Yeah"                                                      | 2008.  | Ara Soudjian   |
| "Khalifa Green"                                                 | 2008.  | Bill Paladino  |
| "Name On a Cloud"                                               | 2009.  | Kevin Kauffman |
| "Wussup"                                                        | 2009.  | Bill Paladino  |
| "Ink My Whole Body"                                             | 2009.  | Bill Paladino  |
| "Hello Kitty" (feat. Chevy Woods)                               | 2009.  | Bill Paladino  |
| "This Plane"                                                    | 2010.  | Bill Paladino  |
| "Goodbye"                                                       | 2010.  | Sal Green      |
| "Mezmorized"                                                    | 2010.  | Bill Paladino  |
| "The Statement"                                                 | 2010.  | Alex Nazari    |
| "Never Been"                                                    | 2010.  | Bill Paladino  |
| "In the Cut"                                                    | 2010.  | Bill Paladino  |
| "Damn it Feels Good to Be a Taylor"                             | 2010.  | Bill Paladino  |
| "Black and Yellow"                                              | 2010.  | Bill Paladino  |
| "Black and Yellow (G-Mix)" (feat. Snoop Dogg, Juicy J & T-Pain) | 2010.  | Motion Family  |
| "Roll Up"                                                       | 2011.  | Jake Davis     |
| "On My Level" (feat. Too Short)                                 | 2011.  | Jake Davis     |
| "No Sleep"                                                      | 2011.  | Colin Tilley   |
| "Reefer Party" (feat. Chevy Woods & Neako)                      | 2011.  | Bill Paladino  |
| "Taylor Gang" (feat. Chevy Woods)                               | 2011.  | Bill Paladino  |
| "Dessert"                                                       | 2011.  | Bill Paladino  |
| "California"                                                    | 2011.  | Bill Paladino  |
| "Oh Gee La" (feat. Juicy J & Lola Monroe)                       | 2012.  | Bill Paladino  |
| "Brainstorm"                                                    | 2012.  | Bill Paladino  |
| "Work Hard, Play Hard"                                          | 2012.  | Bill Paladino  |
| "The Grinder"                                                   | 2012.  | Bill Paladino  |
| "Don't Lie"                                                     | 2012.  | Bill Paladino  |
| "Bed Rest"                                                      | 2012.  | Bill Paladino  |
| "Runways"                                                       | 2012.  | Bill Paladino  |
| "It's Nothin'" (feat. 2 Chainz)                                 | 2012.  | Bill Paladino  |
| "STU"                                                           | 2012.  | Greg Neiser    |

### Zajednički videospotovi
| Naziv                                                   | Godina | Redatelj        |
| ------------------------------------------------------- | ------ | --------------- |
| "That Good" (with Snoop Dogg)                           | 2011.  | Dah Dah         |
| "Young, Wild & Free" (with Snoop Dogg feat. Bruno Mars) | 2011.  | Dylan Brown     |
| "Smokin' On" (with Snoop Dogg feat. Juicy J)            | 2012.  | Dah Dah         |
| "It Could Be Easy" (with Snoop Dogg)                    | 2012.  | 1500 or Nothin' |
| "French Inhale" (with Snoop Dogg feat. Mike Posner)     | 2012.  | John Mazyck     |

### Kao gostujući izvođač
| Naziv                                                                                    | Godina | Redatelj                      |
| ---------------------------------------------------------------------------------------- | ------ | ----------------------------- |
| "Super High (Sativa Remix)" (Rick Ross feat. Currensy & Wiz Khalifa)                     | 2010.  | -                             |
| "This Weed Iz Mine" (Snoop Dogg feat. Wiz Khalifa)                                       | 2011.  | -                             |
| "Bright Lights Bigger City" (Cee Lo Green feat. Wiz Khalifa)                             | 2011.  | Kai Regan                     |
| "Till I'm Gone" (Tinie Tempah feat. Wiz Khalifa)                                         | 2011.  | Dori Oskowitz                 |
| "RetroSuperFuture II" (Rick Ross feat. Wale & Wiz Khalifa)                               | 2011.  | -                             |
| "Choppa Choppa Down (Remix)" (French Montana feat. Rick Ross & Wiz Khalifa)              | 2011.  | -                             |
| "Oh My" (DJ Drama feat. Fabolous, Roscoe Dash & Wiz Khalifa)                             | 2011.  | Derek Pike                    |
| "Gettin' Paid" (Trae feat. Wiz Khalifa)                                                  | 2011.  | Philly Fly Boy                |
| "Yoko" (Chris Brown feat. Berner, Big K.R.I.T. & Wiz Khalifa)                            | 2011.  | Tha Razor & Godfrey Tabarez   |
| "5 O'Clock" (T-Pain feat. Lily Allen & Wiz Khalifa)                                      | 2011.  | Erik White                    |
| "Do It Again" (Terrace Martin feat. Kendrick Lamar & Wiz Khalifa)                        | 2011.  | Fredo Tovar & Scott Fleishman |
| "I'm On" (Trae feat. MDMA, Lupe Fiasco, Wale, Big Boi & Wiz Khalifa)                     | 2012.  | Philly Fly Boy                |
| "Sleazy Remix 2.0: Get Sleazier" (Kesha feat. Lil Wayne, T.I., André 3000 & Wiz Khalifa) | 2012.  | Nicholaus Goossen             |
| "Home Run" (Chevy Woods feat. Wiz Khalifa)                                               | 2012.  | Frank & Edge Media            |
| "Payphone" (Maroon 5 feat. Wiz Khalifa)                                                  | 2012.  | Samuel Bayer                  |
| "Till I Die" (Chris Brown feat. Big Sean & Wiz Khalifa)                                  | 2012.  | Chris Brown                   |
| "Celebration" (Game feat. Chris Brown, Tyga, Wiz Khalifa & Lil Wayne)                    | 2012.  | Matt Alonzo                   |
| "Jet Life" (Currensy feat. Big K.R.I.T. & Wiz Khalifa)                                   | 2012.  | Alex Nazari                   |

## Vanjske poveznice
- Diskografija
- Uspjeh na top ljestvicama